# Let El Al 402
Let El Al 402 byl mezinárodní let z Londýna přes Vídeň a Istanbul do Tel Avivu. Letadlo Lockheed Constellation registrace 4X-AKC, se ocitlo v bulharském letovém prostoru, bylo sestřeleno dvěma proudovými stíhačkami MiG-15 a zřítilo se nedaleko Petriče. Zahynulo všech 51 cestujících a 7 členů posádky. K neštěstí došlo v době napjatých vztahů mezi Východem a Západem a bylo svého času nejvážnější nehodou Lockheedu Constellation.

## Let
Constellation letěl na obvyklé každotýdenní trase z Londýna a po mezipřistání odstartoval ve 2:53 ze Schwechatu. Letěl do Tel Avivu s plánovaným mezipřistáním v Istanbulu. Nikdy nebylo objasněno, proč se letadlo odchýlilo z plánované trasy. V tomto bodu se názory bulharských a izraelských vyšetřovatelů zásadně liší. Jednou z hypotéz je zkreslení NDB navigace bouřkovou aktivitou. Blesky mohly zapříčinit chybnou činnost zařízení a navigátor se domníval, že je v dosahu radiomajáku ve Skopje a zvolil kurz 142 stupňů. Avšak tuto domněnku vyvrací absence bouřek v oblasti. Příčiny sestřelu jsou předmětem diskusí bulharských vojáků a historiků bulharského letectva. Jisté je, že letadlo vlétlo z Jugoslávie ve výši přibližně 18 000 stop do bulharského prostoru v oblasti města Trăn. Ulétlo dalších 200 km ve vzdálenosti až 120 km od bulharsko-jugoslávských hranic než bylo sestřeleno a dopadlo 7km od hranice s Řeckem a 25km od hranice s Jugoslávií.

## Incident

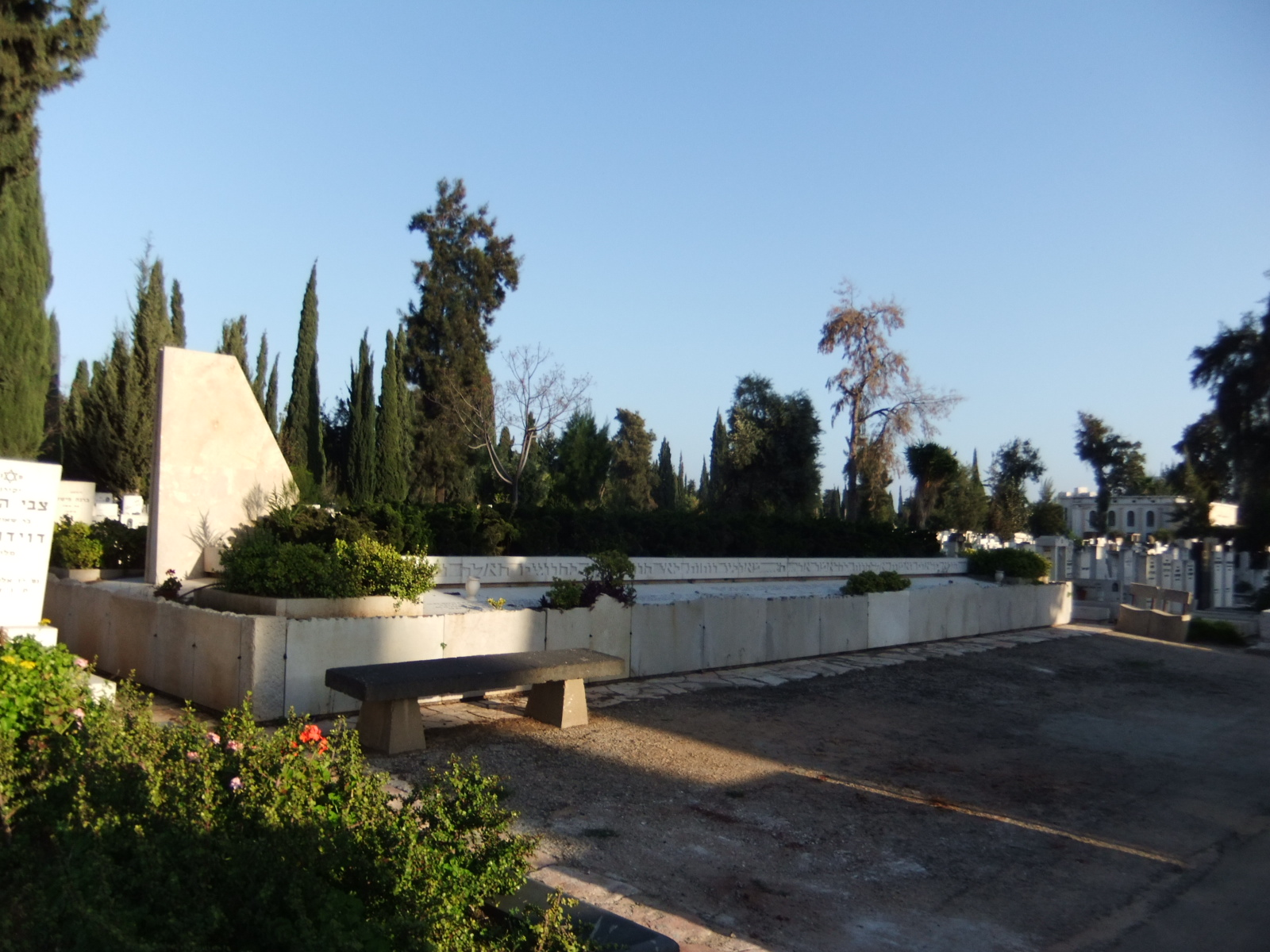
Památník obětem letu El Al 402 na hřbitově Kirjat Ša'ul v Tel Avivu

Přelet západních bulharských hranic zaznamenala vojenská hláska nedaleko města Trăn, následně na rozkaz zástupce náčelníka protivzdušné obrany odstartovala dvojice proudových MiGů 15 s vedoucím Petrovem.:s.314 MiGy odstartovaly z letiště v Dobroslavci odpovědného za obranu hlavního města. Podle svědectví pilotů nejprve dvojka varovnými výstřely před nos letadla upozornila pilota El Al a Petrov varování opakoval. Mezitím se letadlo přiblížilo jižní hranici s Řeckem a nedaleko Petriče bylo sestřeleno. Podle svědectví pilotů MiGů Constellation nejdříve vysunul přistávací klapky i podvozek a hodlal uposlechnout varování, poté je však rychle zasunul a zamýšlel uniknout do Řecka.
Úmysly pilotů stíhaček se staly předmětem sporů; místo pádu v blízkosti hranic nedaleko Petriče vzbuzuje dojem, že letadlo bylo doprovázeno do posledních minut před sestřelem. Rozkaz vydal generál Veličko Georiev, který nařídil: „Pokud letadlo neuposlechne příkazy a hodlá opustit naše území a není čas na další varování, sestřelte ho.“:s.315 Letadlo zasažené výstřely začalo klesat, ve výšce 2000 stop se rozpadlo a v plamenech zřítilo.
Zpočátku se uvažovalo, že letadlo nesestřelili stíhači, ale bylo zasaženo protiletadlovou raketou ze země. Druhý den Bulhaři přiznali sestřel, vyjádřili politování a nařídili vyšetřování. Nedovolili však šestičlennému izraelskému týmu se na něm podílet; toto rozhodnutí se později stalo předmětem kritiky obou zúčastněných stran.

## Vyšetřování
Jako pravděpodobná příčina nehody bylo stanoveno:

Letoun utrpěl zásah nebo zásahy, které způsobily ztrátu přetlaku a požár. V důsledku zásahů pravého křídla, pravděpodobných zásahů levého křídla a zásahů zadní části trupu projektily velké ráže, se letoun ve vzduchu rozpadl.
Vyšetřovatelé doporučili vybavit trasu Amber 10 více VOR namísto jediného radiomajáku, který byl provozován v době nehody.

## Let v historii poštovní přepravy

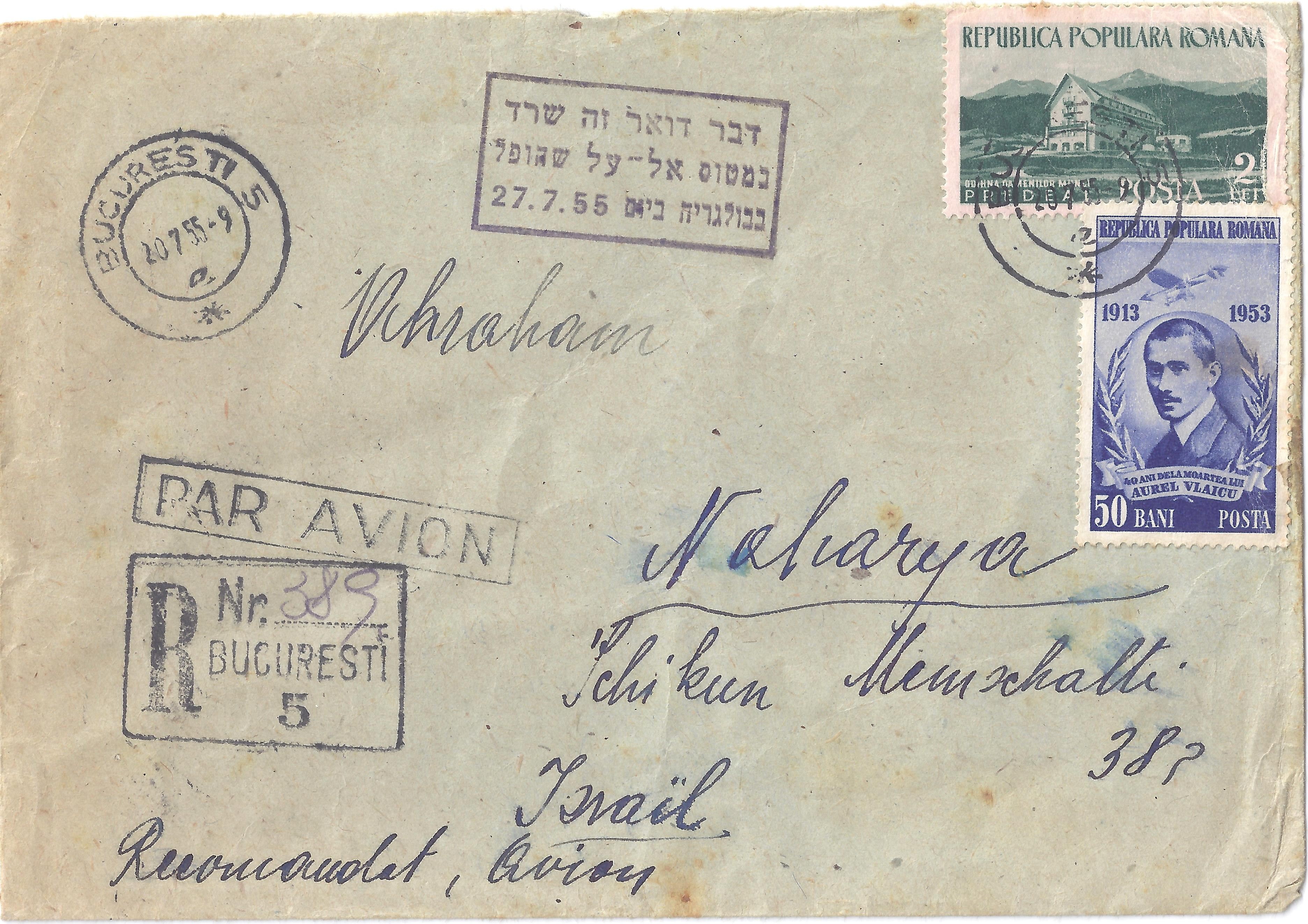
Dopis z Rumunska s izraelským razítkem nahoře uprostřed

Na palubě letadla se nacházela i pošta z Německa, Nizozemska, Rumunska a Sovětského svazu. Nepoškozena a zachována ale zůstala jen malá část těchto zásilek. Ta byla potom dopravena do Tel Avivu. Adresátům v Izraeli byly zásilky doručeny s dodatečným razítkem s textem v hebrejštině:
„Tato zásilka byla přepravována letadlem aerolinií El-Al a zachráněna po jeho sestřelení nad Bulharskem 27. 7. 55“.

Obrys rámečku lemujícího text má rozměr 19 mm × 36 mm, samotný hebrejský text je o velikosti 2–3 mm.

## Důsledky

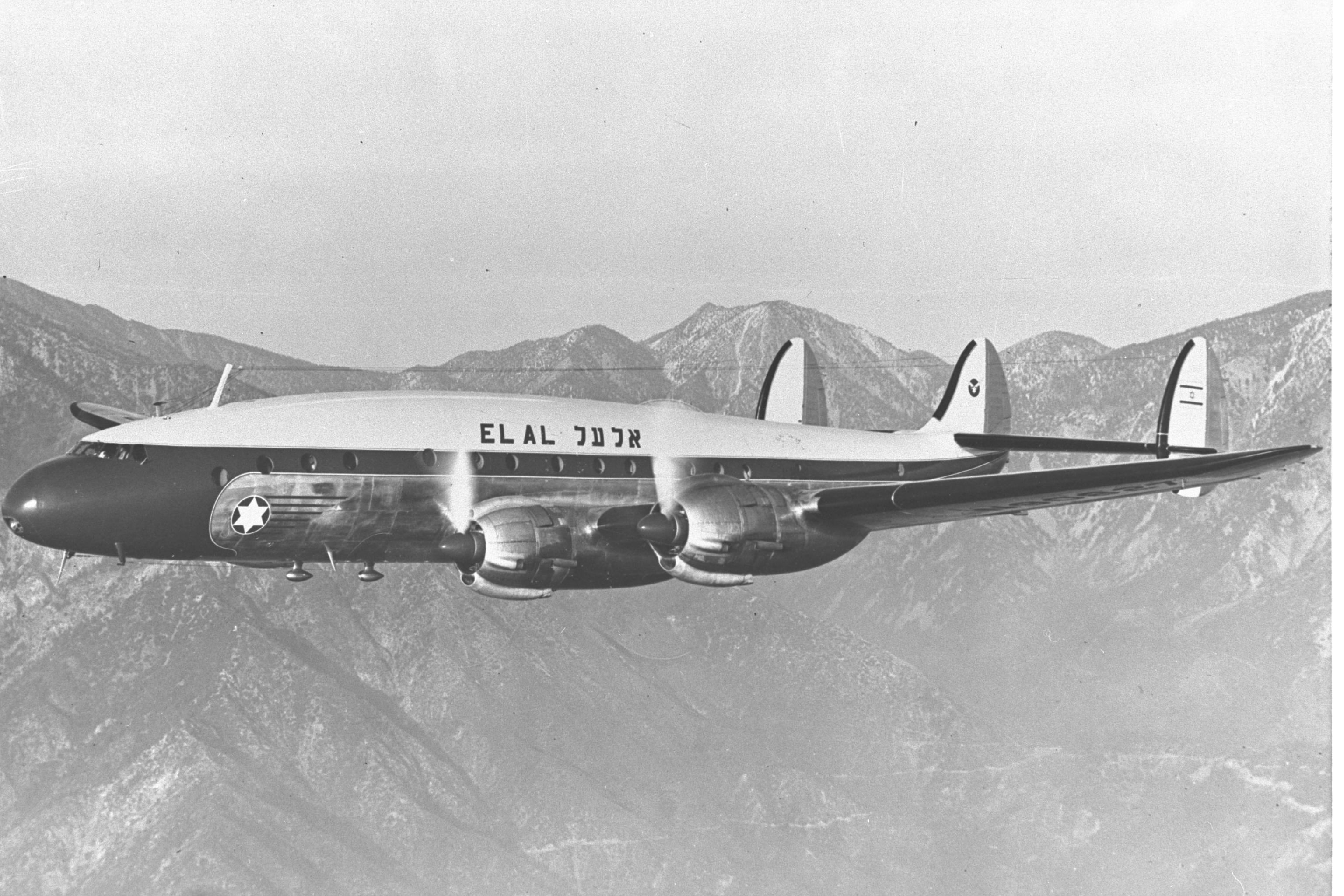
Lockheed Constellation v barvách El Al

Není překvapující, že v době studené války obě strany považovaly nehodu za vážnou provokaci.
I když bulharská vláda nejprve odmítla přijmout odpovědnost a obvinila izraelské letadlo z nepovoleného proniknutí do vzdušného prostoru, nakonec vydala formální omluvu, označila jednání pilotů stíhaček za „příliš ukvapené“ a souhlasila se zaplacením odškodnění rodinám obětí.